# Hilda Keenan
Hilda Keenan (novembre 1891 – 20 août 1940) est une actrice et artiste de vaudeville américaine. Elle est issue d'une famille d'acteurs dont son père Frank Keenan, son mari Ed Wynn et son fils Keenan Wynn.

## Biographie
Née au Nouveau-Brunswick, elle est la fille de l'acteur Frank Keenan et de Katherine Agnes Long Keenan. Sa sœur aînée Frances est également actrice. Elle fréquente le Wellesley College.
Elle joue dans le vaudeville en un acte intitulé Sarah en 1911. On la voit dans The Heights (1911), The Road to Arcady (1912), Within the Law et The Salamander. Dans Within the Law, elle partage la vedette avec Margaret Illington.
Elle épouse l'acteur Ed Wynn en 1914. Leur long divorce sera largement médiatisé et mouvementé, jusqu'en 1937. Ils ont un fils, l'acteur Keenan Wynn. Hilda Keenan meurt à New York en 1940, à l'âge de 48 ans après des années de maladie, notamment d'alcoolisme,.
Son petit-fils Tracy Keenan Wynn est scénariste et son arrière-petite-fille Jessica Keenan Wynn (en) est actrice.